# مرقئة ألبانية
مرقئة ألبانية (الاسم العلمي:Sanguisorba albanica) هي نوع من النباتات يتبع جنس المرقئة من الفصيلة الوردية.